# Надтверді матеріали

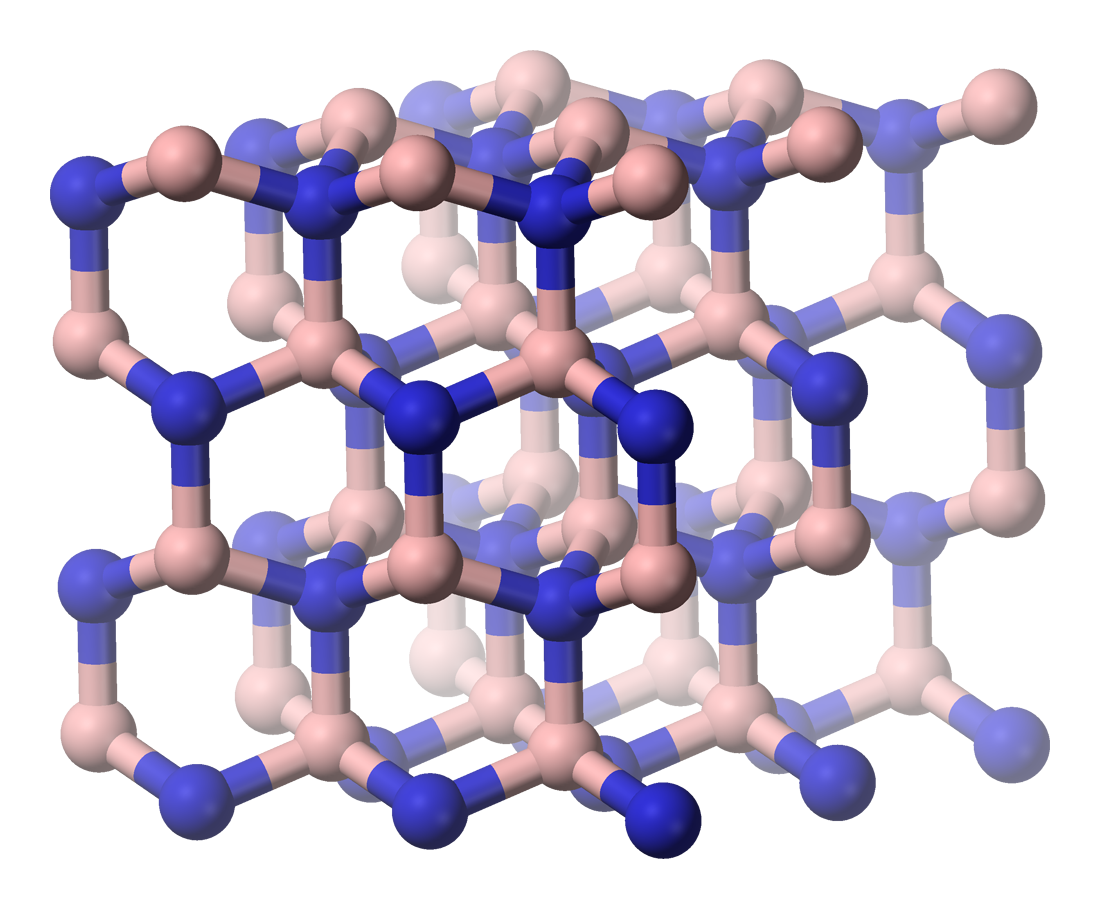
Кристалічна ґратка вюртцитоподібного нітриду бору (wBN)

Надтверді́ матеріа́ли — група матеріалів, створених на основі речовин, твердість яких перевищує твердість еталонної речовини. Оскільки існує багато способів визначення твердості й одержані значення для одного і того ж об'єкту відрізняються між собою залежно від способу й умов визначення, зіставляти твердість різних об'єктів коректно за умови проведення визначення її величини одним і тим же способом та за однакових технологічних параметрів. Еталонною надтвердою речовиною більшість дослідників вважають корунд (Al2O3), величина твердості якого за шкалою Мооса становить 9 одиниць. Найпоширенішим способом визначення твердості є метод Віккерса. Твердість корунду, визначена цим методом, становить 20,6 ГПа.

## Класифікація
За структурним станом виділяють 4 основні групи надтвердих матеріалів: монокристали, однорідні полікристали, однорідні композити, неоднорідні композити. Технологією одержання обумовлюються особливості структурного стану, внутрішня і поверхнева дефектність, характер входження домішок у структуру, а отже, і фізико-хімічні властивості матеріалів. Для кожної групи виділяють 3 підгрупи, що відрізняються способами отримання надтвердих матеріалів. До 1-ї належить одержання за екстремально високих статичних і динамічних тисків; до 2-ї — гаряче ізостатичне пресування за високого тиску в газостатах, електророзрядне спікання під високим тиском. При цих способах досягають робочого тиску 10–20 МПа, але реалізують всебічне стискання за ізотермічних умов. До 3-ї групи відносять плазмове осадження, детонаційне напилювання, тобто способи, при яких високого тиску досягають у твердому тілі в результаті перехідних термодинамічних процесів.

## Застосування
Широко застосовувані надтверді матеріали: електрокорунд, оксид цирконію, карбід кремнію, карбід вольфраму, карбід бору (кубічний нітрид бору, cBN та вюртцитоподібний нітрид бору, wBN), диборид ренію, алмаз. Надтверді матеріали часто застосовуються як матеріали для абразивної обробки.
Останніми роками значну увагу сучасної промисловості спрямовано на вишукування нових типів надтвердих матеріалів і асиміляції таких матеріалів, як нітрид вуглецю, сплав бор-вуглець-кремній, нітрид кремнію, сплав карбід титану-карбід скандію, сплави боридів і карбідів підгрупи титану з карбідами і боридами лантаноїдів.